# Рава-Руська (станція)
Ра́ва-Ру́ська — прикордонна вузлова вантажна залізнична станція Львівської дирекції Львівської залізниці. Розташована у однойменному місті Львівського району Львівської області.
Є вузловою станцією на сходженні чотирьох ліній:
двох, що пролягають в межах України
- Рава-Руська — Львів (одноколійна, завдовжки 67 км);
- Рава-Руська — Червоноград (одноколійна, завдовжки 55 км);

і двох, що прямують до Польщі
- Рава-Руська — Гребенне
- Рава-Руська — Верхрата

Залізничний вузол неелектрифікований, можливість електрифікації не розглядається. На станції діє пункт контролю «Рава-Руська».

## Історія

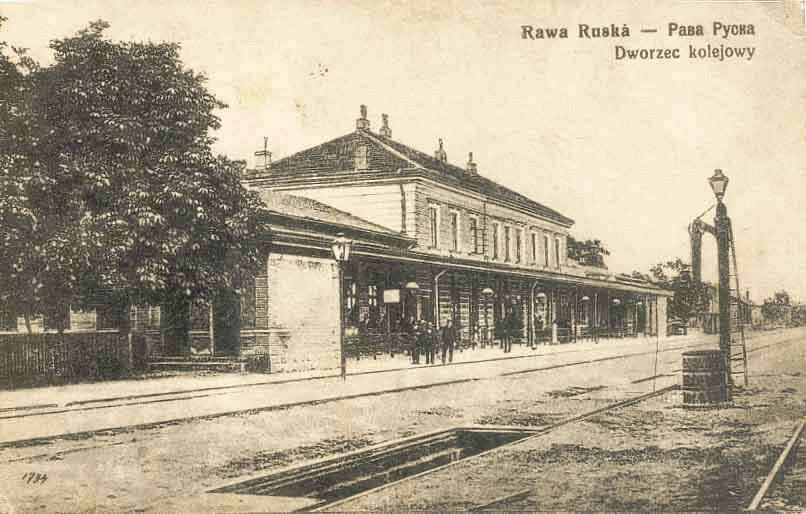
Залізничний вокзал у ХІХ столітті

Станція відкрита 6 липня 1884 року у складі залізниці Ярослав — Сокаль. Після відкриття 23 жовтня 1887 року локальної залізниці Львів — Белзець стала вузловою.
З 1 січня 1909 року введена фіксована плата за оренду складів. Після завершення війни вся залізниця опинилась на території Польщі, її керівництво увійшло до Польської державної залізниці (PKP) і 4 лютого 1932 року була націоналізована. Після 1945 року залізниця поділена на 73 км поміж СРСР і Польщею, а лінію до станції Рава-Руська було прокладено з шириною колії 1520 мм. У повоєнну добу значення станції як прикордонної зросло.
У червні 2017 року, під час презентації інфраструктурного проєкту «Національної транспортної стратегії до 2030 року» у Львові, обговорювалося питання про розвиток залізничного сполучення по європейській колії стандарту 1435 мм на маршруті Львів — Рава-Руська — Варшава обговорили у Львові, з метою просунення України в напрямку євроінтеграції. У Раві-Руській сходяться колії шириною 1520 мм та 1435 мм — європейська колія збережена на відрізку Гребенне (Польща) — Рава-Руська.
15 лютого 2022 року у Львівській ОДА підписаний Меморандум про співпрацю щодо розбудови залізничної інфраструктури на території Рава-Руської міської територіальної громади. Документ має на меті закріпити й розширити співробітництво з відновлення європейської колії на ділянці Держкордон (Гребенне) — Рава-Руська. Меморандум уклали між чотирма сторонами: Львівською ОДА, Рава-Руською міською радою та Добросинсько-Магерівською сільською громадою, акціонерним товариством «Укрзалізниця». Технічне завдання проєкту передбачає капітальний ремонт європейської колії завдовжки 8 км, а також реконструкцію залізничного вокзалу у місті Рава-Руська з можливістю проводити митний контроль.[джерело?]
Загальний проєкт передбачає будівництво євроколії між Варшавою та Києвом через Львів. Першим його етапом має стати прокладання нової 8-кілометрової дільниці вузькоколійки між Рава-Руською та Держкордоном. Це коштуватиме 4 млн гривень. На нього за 6 років анонсували скерувати з Державного бюджету України 200 млрд гривень. Євроколія має сполучити якісними пасажирськими перевезеннями дві європейські столиці, збільшення дипломатичних, підприємницьких контактів та туризму. Загалом проєкт має стати частиною президентської програми «Велике будівництво» у напрямку оновлення «Укрзалізниці». Планується виготовити проєктно-кошторисну документацію (ПКД) у 2022 році. Замовником робіт виступає Рава-Руська міська рада. Спільно з Добросинсько-Магерівською сільською громадою вони здійснюватимуть співфінансування на виготовлення проєктно-кошторисної документації з відновлення європейської колії на ділянці Держкордон (Гребенне) — Рава-Руська та реконструкції вокзального комплексу на території Рава-Руської міської громади.
Відповідно із проєктно-кошторисною документацією, 1 млн гривень мають спрямувати на залізничний вокзал, ще 3 млн гривень — на виготовлення ПКД реконструкції залізничного сполучення від Держкордону до Рава-Руської. Найбільший вплив цей проєкт матиме звичайно на громаду та сусідню Добросинсько-Магерівську, адже це додаткова точка зв'язку залізничного сполучення з Польщею, яка нині визначається, яким чином формувати транспортні коридори. Один з них мав би передбачати вихід на Рава-Руську. Для Львівщини це означає додаткові надходження до місцевих та державного бюджетів у вигляді митних платежів, зборів, податків.
Найкоротшим та найзручнішим залізничним сполученням (завдовжки 339 км) між Варшавою та Львовом є шлях через прикордонний перехід Гребенне — Рава-Руська. Ширина сучасної залізничної колії між Львовом та Рава-Руською становить 1520 мм, в той час, як ширина колії на дільниці Рава-Руська — Гребенне — Варшава — 1435 мм. Це зумовлює потребу у перестановці візків рухомого складу, або ж пересадку пасажирів, перевантаження вантажів, що створює незручності для користувачів залізничного транспорту та технологічні перепони в організації злагодженого перевізного процесу.
Нині з Варшави до прикордонного переходу Гребенне курсують поїзда колією європейського стандарту. Від Держкордону до станції Рава-Руська також наявна євроколія, яка з 2005 року не експлуатується, перебуває у незадовільному стані та потребує капіталовкладень.
Відновлення європейської колії надалі дозволить продовжити реалізацію масштабного проєкту «Євроколія Варшава — Львів» до станції Брюховичі, який дасть можливість розвинути пасажирські перевезення, стане альтернативою іншим видам транспорту для перетину кордону та розвантажить прикордонні пункти пропуску.
Навесні 2023 року Львівська обласна військова адміністрація повідомила, що планується відкрити пересадковий маршрут Україна — Польща через станцію Рава-Руська. Для цього передбачалося призначити два поїзда: один з Варшави інший зі Львова, проте для того, щоб польський поїзд заїжджав на українську станцію потрібно прокласти 8 км колії європейського стандарту, а також на станції Рава-Руська відновити роботу митного посту, який не працював понад 20 років.
6 квітня 2023 року успішно завершилася тестово-випробувальна поїздка євроколією 1435 мм із Польщі до Рава-Руської. Сполучення планується відкрити для пасажирів влітку та організувати по Рава-Руській зручний пересадковий хаб між поїздами з Варшави євроколією 1435 мм та поїздами зі Львова по українській колії 1520 мм. У перспективі розглядатиметься проєкт подовження європейської колії безпосередньо до Львова.
15 жовтня 2023 року було відновлено рух поїзда до Варшави. Окрім того було призначено поїзд № 868/867 зі станції Коломия через Івано-Франківськ, Стрий, Львів. Наразі польський перевізник використовує для перевезень дизель-поїзд SN84 з місцями 1-го та 2-го класу, проте пасажири відзначають низький рівень комфорту у поїзді.
29 березня 2024 року польський перевізник SKPL повідомив, що замінить дизель-поїзд на маршруті Варшава — Рава-Руська німецькими вагонами. Оператор SKPL закупив у DB 20 вживаних вагонів класу R109 із сидячими місцями, 5 з них вже пройшли капітальний ремонт у Німеччині та відправлені на базу SKPL Zagórzu. Передбачено, що ці вагони до травня 2024 року мають з'явитися на маршруті Варшава — Рава-Руська та будуть експлуатуватися під локомотивною тягою.
6 квітня 2024 року успішно завершилася тестово-випробувальна поїздка євроколією 1435 мм з Польщі до Рава-Руської. Передбачено, що залізничне сполучення євроколією заплановано відкрити для пасажирів влітку та організувати по Рава-Руській зручний пересадочний хаб між поїздами з Варшави євроколії 1435 мм та поїздами зі Львова українською колією 1520 мм. У перспективі розглядається проєкт подовження європейської колії безпосередньо до Львова.

## Пасажирське сполучення
До 2005 року існувало пасажирське сполучення із Польщею (курсував поїзд Рава-Руська — Варшава). З 15 жовтня 2023 року рух поїзда до Варшави був відновлений.
Нині приміські поїзди від станції Рава-Руська курсують до Львова та у зворотному напрямку.
| Рух поїздів по станції Рава-Руська |                       |                          |          |
| №                                  | Маршрут сполучення    | Періодичність курсування | Примітки |
| 767/768                            | Варшава — Рава-Руська | Щоденно                  |          |
| 767/768                            | Рава-Руська — Варшава | Щоденно                  |          |
| 865/866                            | Коломия — Рава-Руська | Щоденно                  |          |
| 865/866                            | Рава-Руська — Коломия | Щоденно                  |          |
| 867/868                            | Коломия — Рава-Руська | Щоденно                  |          |
| 867/868                            | Рава-Руська — Коломия | Щоденно                  |          |
| 6002/6001                          | Львів — Рава-Руська   | Щоденно                  |          |
| 6001/6002                          | Рава-Руська — Львів   | Щоденно                  |          |